# 高杉金作

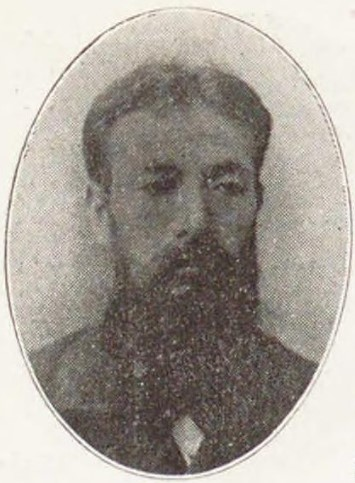
高杉金作

高杉 金作（たかすぎ きんさく、1860年（萬延元年）10月 - 1931年（昭和6年）4月22日）は、日本の政治家、実業家。

## 経歴
陸奥国津軽郡高杉村（青森県中津軽郡高杉村を経て現弘前市）出身。明治法律学校（明治大学）卒業。青森県会議員、弘前商工会議所会頭などを務め、1915年には第12回衆議院議員総選挙に立憲政友会から出馬し、当選した。第五十九国立銀行（現青森銀行）の第5代頭取や、青森貯蓄銀行（現みちのく銀行）取締役なども務めた。勲四等。